# Tân Hội, Đan Phượng
Tân Hội là một xã thuộc huyện Đan Phượng, thành phố Hà Nội, Việt Nam.
Tân Hội bao gồm 4 thôn: Thuý Hội, Thượng Hội, Phan Long, Vĩnh Kỳ, với vị trí tứ trụ, 4 thôn nằm ở 4 góc tạo thế ô bàn cờ, với dân số hơn 17,000 người Tân Hội Là xã có dân số đông thứ 2 huyện Đan Phượng (sau xã Tân Lập).

## Địa lý
Tân Hội là một xã nằm ở phía Đông của huyện Đan Phượng. Xã có vị trí, ranh giới:
- Phía Bắc giáp với xã Hạ Mỗ và xã Liên Hà
- Phía Đông giáp với xã Liên Trung và xã Tân Lập
- Phía Nam giáp với xã Đức Thượng, huyện Hoài Đức
- Phía Tây giáp với xã Thượng Mỗ, xã Đan Phượng và thị trấn Phùng.

## Hành chính
Xã Tân Hội cùng với xã Tân Lập trước đây vốn thuộc tổng Gối, phủ Hoài Đức. Xã Tân Hội ngày nay gồm 4 thôn là: Thúy Hội, Thượng Hội, Vĩnh Kỳ và Phan Long.

## Giao thông
Xã Tân Hội có vị trí giao thông khá thuận lợi có tuyến đường tỉnh lộ 422. Ngoài ra các tuyến đường chính liên xã liên thôn cũng được mở rộng và trải nhựa khá đẹp. Hệ thống xe buýt có tuyến CNG06.

## Văn hóa
Hát chèo tàu
Tân Hội là quê hương của điệu hát Chèo Tàu nổi tiếng. Hát chèo tàu được bắt nguồn từ truyền thuyết về cuộc tiến quân hùng tráng của Hai Bà Trưng đánh Tô Định đời Đông Hán. Hội chèo tàu mở 25 năm một lần, trong 3 ngày từ 14 đến 16 tháng giêng âm lịch. Miếu Voi Phục và Lăng Văn Sơn ở làng Thượng Hội là nơi diễn ra hội hát Chèo tàu tổng Gối.
Năm 2001, Hội Văn nghệ dân gian Việt Nam để cử hát Chèo tàu cùng múa Thái lên UNESCO để công nhận là di sản văn hoá phi vật thể của thế giới nhưng không được công nhận vì hồ sơ chuẩn bị quá sơ sài (1).
Di tích lịch sử
Miếu Voi Phục và Lăng Văn Sơn tương truyền là nơi ở và phần mộ của Tướng quân Hắc y Đại Vương Văn Dĩ Thành. Tướng quân Văn Dĩ Thành (1380-1416) là người lãnh đạo nhân dân tổng Gối chống lại quân xâm lược Minh thời vua Trần Trùng Quang và đã hi sinh. 
Ngày 22 tháng 2 năm 1947, trên đường rút quân từ Hà Nội lên chiến khu, Đại tướng Võ Nguyên Giáp cùng Trung đoàn Thủ Đô đã hội quân tại đây.
Với những giá trị lớn lao như vậy, miếu Voi Phục và lăng Văn Sơn đã được Bộ Văn hóa Thông tin xếp hạng di tích lịch sử văn hóa cấp quốc gia tháng 7 năm 1997.

## Kinh tế
Xã Tân Hội trước đây ngoài sản xuất nông nghiệp còn có nghề rèn. Sau đó một số ít người đi xuất ngoại, theo đó dần già con số người đi theo tăng lên vài chục, hàng trăm rồi đến vài trăm khi trở về ít nhiều cũng làm thay đổi kinh tế gia đình thậm chí có vốn. Với lợi thế giáp ranh xã Liên Trung, Liên Hà có nghề mộc nổi tiếng cộng với một số hộ cũng có vốn đầu tư xưởng mộc, vì thế nghề mộc tiếp theo lại được phát triển dần ở đây. Nghề dâu tằm, dệt vải, rèn trước đây giờ đã mai một. Về nông nghiệp trước đây là trồng cây lương thực, nuôi tằm sau đó chuyển sang rau màu, cây màu sau đó một số chuyển sang trồng hoa hồng, hoa khác. Nhưng hiện nay hai nghề chính làm nên nền kinh tế xã phát triển trội hẳn so với các xã khác thì chủ yếu là từ xuất ngoại và nghề mộc mới phát triển trong số nhiều nghề đã có ở nơi đây.